# August Wilhelm Zachariä
August Wilhelm Zachariä (* 26. Juli 1769 in Riesa; † 6. Mai 1823 in Roßleben) war ein deutscher Lehrer und Flugpionier.

## Leben

### Familie
August Wilhelm Zachariä war das älteste von sechs Kindern des Predigers Johann Friedrich Zachariä (* 11. Dezember 1741 in Riesa; † 21. April 1786) und dessen siebzehnjähriger Ehefrau, die im Mai 1795 verstarb, sodass er für Unterhalt seiner Geschwister sorgen musste.
Er war verheiratet und hatte sechs Kinder.

### Werdegang
August Wilhelm Zachariä erhielt bis 1784 die schulische Ausbildung im Elternhaus und besuchte von 1784 bis 1790 das Gymnasium (heute Landesschule Pforta) in Schulpforte.
Er immatrikulierte sich 1790 an der Universität Leipzig zu einem Theologiestudium; während des Studiums erhielt er Förderung und Unterstützung durch den Hochschullehrer Anton Ernst Klausing sowie durch den Kreissteuereinnehmer Christian Felix Weiße (1726–1804). Er musste 1792 das Theologiestudium aus gesundheitlichen Gründen aufgeben und begann darauf ein Studium der Rechtswissenschaften.
Noch vor Beendigung des Studiums erhielt er das Angebot einer Hofmeisterstelle beim Grafen Georg Werner August Dietrich von Münster, Besitzer der Standesherrschaft Königsbrück, die er auch annahm. Während seiner Lehrtätigkeit begann er sich intensiv mit Mathematik zu beschäftigen und blieb diesem Gebiet bis zu seinem Tod treu.
Nachdem die Kinder des Grafen herangewachsen waren, erhielt er eine Hofmeisterstelle beim kursächsischen Kabinettsminister Georg Wilhelm von Hopffgarten und begleitete später dessen Sohn Karl Joseph von Hopffgarten (1771–1858) an die Universität Wittenberg; in dieser Zeit bestand August Wilhelm Zachariä im Mai 1799 das juristische Examen und promovierte an der Universität Wittenberg zum Magister der Philosophie.
Er blieb in dieser Anstellung, bis er 1803 durch den Erbadiministrator der Klosterschule Roßleben, Georg Hartmann von Witzleben, als Lehrer der Mathematik und der neueren Sprachen an die Schule berufen wurde. 
Zu seinen Schülern in Roßleben gehörte unter anderem der spätere Schriftsteller Heinrich Arnold Wilhelm Winckler und der spätere Historiker Karl Georg Jacob, der über August Wilhelm Zachariä sagte, man schämte sich, die viele Mühe des trefflichen, geliebten Lehrers nicht wenigstens mit einer gleichen Aufmerksamkeit in den Lehrstunden zu vergelten. 
Er war mit Karl Salomo Zachariae in Heidelberg verwandt, mit dem ihn auch eine Freundschaft verband; eine weitere Freundschaft führte er mit dem Dresdner Bibliothekar Christian August Semler

### Schriftstellerisches und aeronautisches Wirken
Während seiner Anstellung in Roßleben begann August Wilhelm Zachariä sich mit der Aeronautik sowohl schriftstellerisch als auch experimentell zu beschäftigten. Hierbei erhielt er Unterstützung durch den sächsischen König Friedrich August I., der ihm eine Unterstützung von 200 Talern sowie ein anerkennendes Handschreiben zukommen ließ. 
1807 erhielt er, nach der Veröffentlichung seiner Schrift Elemente der Luftschwimmkunst, hergeleitet aus dem Fluge der Vögel und dem Schwimmen der Fische, vom Fürstprimas Karl Theodor von Dalberg, der sich mit ähnlichen Ideen beschäftigt hatte, einen sachkundigen Brief, mit der Aufforderung, sein Streben fortzusetzen; teilweise fanden sich dessen Anmerkungen in der 1808 veröffentlichten Schrift Jacob Degen’s Flugmaschine beurtheilt wieder, in der August Wilhelm Zachariä die Flug- und Luftfahrversuche anzweifelte.
1809 demonstrierte er mit einem selbst gebauten Papierflieger seine Theorie der Flugeigenschaften. Um seine Theorien praktisch zu prüfen, unternahm er mehrere Versuche mit Flugkähnen an einem Fallschirm, unter anderem im Sommer 1821 an der Sternwarte Leipzig mit den Zeugen Herzog Friedrich Emil August von Schleswig-Holstein-Sonderburg-Augustenburg, Ludwig Wilhelm Gilbert und Carl Brandan Mollweide sowie 1822 von der Burg Wendelstein herab an das Ufer der Unstrut bei Roßleben.

## Schriften (Auswahl)
- Elemente der Luftschwimmkunst, hergeleitet aus dem Fluge der Vögel und dem Schwimmen der Fische. Wittenberg, 1807 (Digitalisat).
- Jacob Degen’s Flugmaschine beurtheilt. Leipzig 1808 (Digitalisat).
- Systematische Darstellung der Erscheinungen beim sphärischen Hohlspiegel. Leipzig 1812 (Digitalisat).
- Beschreibung eines neuen flügelartigen Schiffsruders, und einiger damit angestellten Versuche. In: Gilberts Annalen, Band 42. 1812. S. 237–264 (Digitalisat).
- Über das Luftbild, welches der sphärische Hohlspiegel zeigt. In: Gilberts Annalen, Band 46. 1814, S. 315–323 (Digitalisat).
- Gedächtnißtafel nebst Anleitung zu deren Gebrauche, für den ersten Unterricht in der lateinischen Sprache. Leipzig 1818.
- Fluglust, Fluges Beginnen und Fluges Fortgang. Leipzig 1821 (Digitalisat).
- Kronprinzchen im Kinderland. Leipzig 1821.
- Das Glashäutchen. Eine Schrift zur Belehrung für Landwirthe. Leipzig 1822 (Digitalisat).
- Geschichte der Luftschwimmkunst von 1783 bis zu den Wendelsteiner Fallversuchen. Leipzig 1823 (Digitalisat).